# Tauxières-Mutry
Tauxières-Mutry foi uma antiga comuna do departamento de Marne, na região de Grande Leste, no norte da França.
Em 1 de janeiro de 2016, passou a fazer parte da nova comuna de Val-de-Livre.

## Geografia
Encontrava-se rodeada por Ville-en-Selve e Neuville-en-Chaillois ao norte, Louvois e Vertuelle ao nordeste, Tours Brisset ao leste, Bouzy ao sudeste, Bisseuil ao sul, Mutry ao sudoeste, La Neuville ao oeste e Germaine e Vauremont ao noroeste.